# Baleary
Baleary (hiszp. Islas Baleares, kat. Illes Balears) – region Hiszpanii obejmujący archipelag w zachodniej części Morza Śródziemnego o powierzchni 5014 km². Baleary liczą ok. 1,07 mln mieszkańców. Znajduje się w pobliżu wschodniego hiszpańskiego wybrzeża. Archipelag składa się z kilku wysp, z czego trzy największe to Majorka, Minorka i Ibiza.
Baleary są regionem autonomicznym oraz prowincją Hiszpanii ze stolicą w Palmie (to miasto jest też siedzibą władz kościelnych, sądownictwa i sił zbrojnych).

## Historia
Wyspy były kolonizowane przez Fenicjan, Kartagińczyków, Rzymian (od 123 p.n.e. do V w. n.e.),  Wandalów, Bizancjum (ok. 554), Wizygotów i Arabów (po VIII wiek,. Po chrześcijańskiej rekonkwiście (1229–1235), za panowania króla Jakuba I Zdobywcy, otrzymały dużą niezależność w obrębie korony aragońskiej. Przez pewien czas istniało nawet osobne Królestwo Majorki.
W wyniku wojny o sukcesję hiszpańską, w latach 1708–1802 Minorka znajdowała się pod panowaniem brytyjskim (następnie francuskim), co znajduje swoje odzwierciedlenie m.in. w jej architekturze. Podczas wojny domowej w Hiszpanii część Balearów została opanowana przez nacjonalistów.
Status wspólnoty autonomicznej Baleary uzyskały w 1983. Zakres uprawnień regionu reguluje statut z 2007 roku.

## Prezydenci wspólnoty autonomicznej
| Prezydent         | Lata      | Partia |
| ----------------- | --------- | ------ |
| Gabriel Cañellas  | 1983–1995 | PP     |
| Cristòfol Soler   | 1995–1996 | PP     |
| Jaume Matas       | 1996–1999 | PP     |
| Francesc Antich   | 1999–2003 | PSOE   |
| Jaume Matas       | 2003–2007 | PP     |
| Francesc Antich   | 2007–2011 | PSOE   |
| José Ramón Bauzà  | 2011-2015 | PP     |
| Francina Armengol | od 2015   | PSOE   |

## Gospodarka
Rozwój turystyki zmienił gospodarkę Balearów. Obecnie ponad 70% ludności zatrudnionych jest w sektorze usług. Najbardziej rozwiniętymi gałęziami przemysłu są: przemysł tekstylny, obuwniczy, skórzany, a także rzemiosło. Uprawia się m.in. zboże, oliwki, migdały, winorośl, figi, cytrusy. Hoduje się także m.in. owce, bydło i trzodę chlewną. Ludność zajmuje się również rybołówstwem. Baleary mają dobrze rozwiniętą komunikację lotniczą oraz morską między wyspami jak i z Hiszpanią.

## Turystyka
Balearska gospodarka nastawiona jest na turystykę, archipelag odwiedzany jest każdego roku przez 5 mln turystów. Posiadają dobrze rozwiniętą infrastrukturę hotelową i wiele kąpielisk.

## Klimat
Na Balearach panuje klimat śródziemnomorski. Temperatury w środku lata przekraczają zwykle 30 °C w dzień, zimą rzadko spadają poniżej 5 °C w nocy.

## Archipelag
W skład archipelagu wchodzi ok. 200 wysp i niezamieszkanych malutkich wysepek o łącznej powierzchni 5014 km². Najważniejsze wyspy to:
| Flaga | Wyspa                     | Powierzchnia | ludność | Mapa |  |
| ----- | ------------------------- | ------------ | ------- | ---- |  |
|       | Majorka (hiszp. Mallorca) | 3600 km²     | 814 275 |      |  |
|       | Minorka (hiszp. Menorca)  | 668 km²      | 90 235  |      |  |
|       | Ibiza                     | 571 km²      | 117 698 |      |  |
|       | Formentera                | 82 km²       | 8442    |      |  |
|       | Cabrera                   | 17 km²       | ok. 50  |      |  |

## Święta[potrzebnyprzypis]
- Styczeń

Podział administracyjny

  - Wigilia dnia św. Antoniego – na Majorce; całonocne tańce i zabawy wokół ognisk w przebraniach.
  - Błogosławieństwo św. Antoniego – w Sa Pobla na Majorce; dzień uświetniają kolorowe procesje.
  - Procesja Trzech Uderzeń – w Ciutadelli na Minorce; upamiętnia zwycięstwo Alfonsa III nad Maurami odniesione w tym mieście w 1287 r.
  - Dzień Świętego Sebastiana – w Pollensa na Majorce; obchodzony z procesjami, którym towarzyszą karuzele – dwaj młodzi tancerze w kartonowych kostiumach przedstawiających konie, naśladują koński chód.

- Luty
  - Karnawał – całe Baleary; post poprzedzają parady i marsze kostiumowe.

- Marzec/Kwiecień
  - Wielki Tydzień (Semana Santa) – całe Baleary.

- Maj
  - Festa de Nostra Senyora de la Victōria – w Port de Sóller na Majorce; bitwa chrześcijan z niewiernymi, upamiętniająca zwycięstwo nad tureckimi piratami w 1561.

- Czerwiec
  - Festa de Sant Juan – w Ciutadelli na Minorce; pojedynki rycerskie, muzyka ludowa, tańce i procesje.

- Lipiec
  - Dia de Virgen de Carmen (święto patronki marynarzy i rybaków) – całe Baleary; odbywa się święcenie łodzi, a także parady.

- Sierpień
  - Mare de Déu dels Àngels – w Pollensa na Majorce; upamiętnia bitwę między chrześcijanami a Maurami.
  - Cavallet – w Felanitx na Majorce; trwająca cały tydzień fiesta.

- Wrzesień
  - Narodziny NMP – w Alaró na Majorce; święto połączone z pielgrzymką do kaplicy na wzgórzu w Castell d'Alaró.

- Grudzień
  - Dia de Sant Frances – w Sant Francesc de Formentera na Formenterze.
  - Boże Narodzenie – całe Baleary; szczególnie malownicze w Palmie na Majorce, gdzie wystawia się misteria.

## Galeria

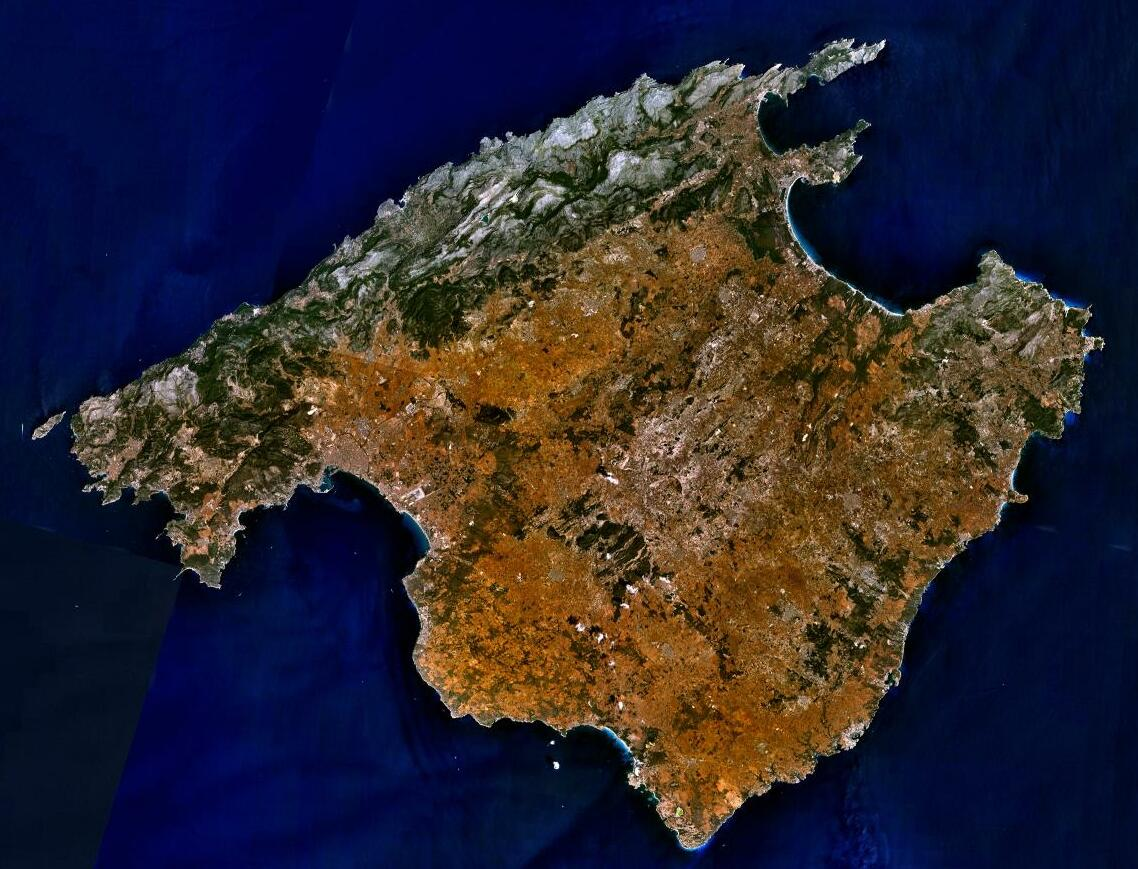
Zdjęcie satelitarne Majorki
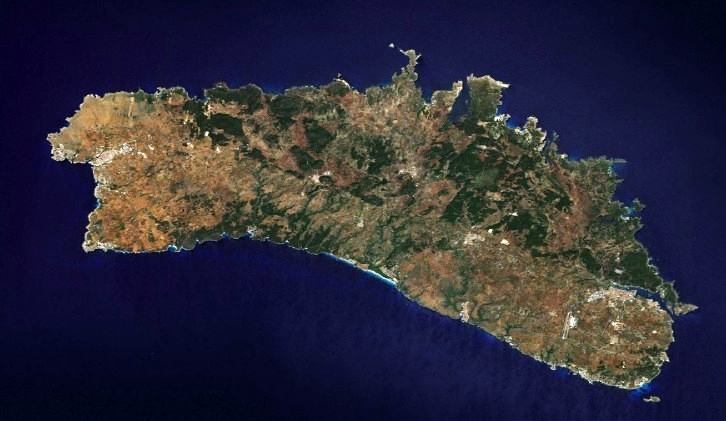
Zdjęcie satelitarne Minorki
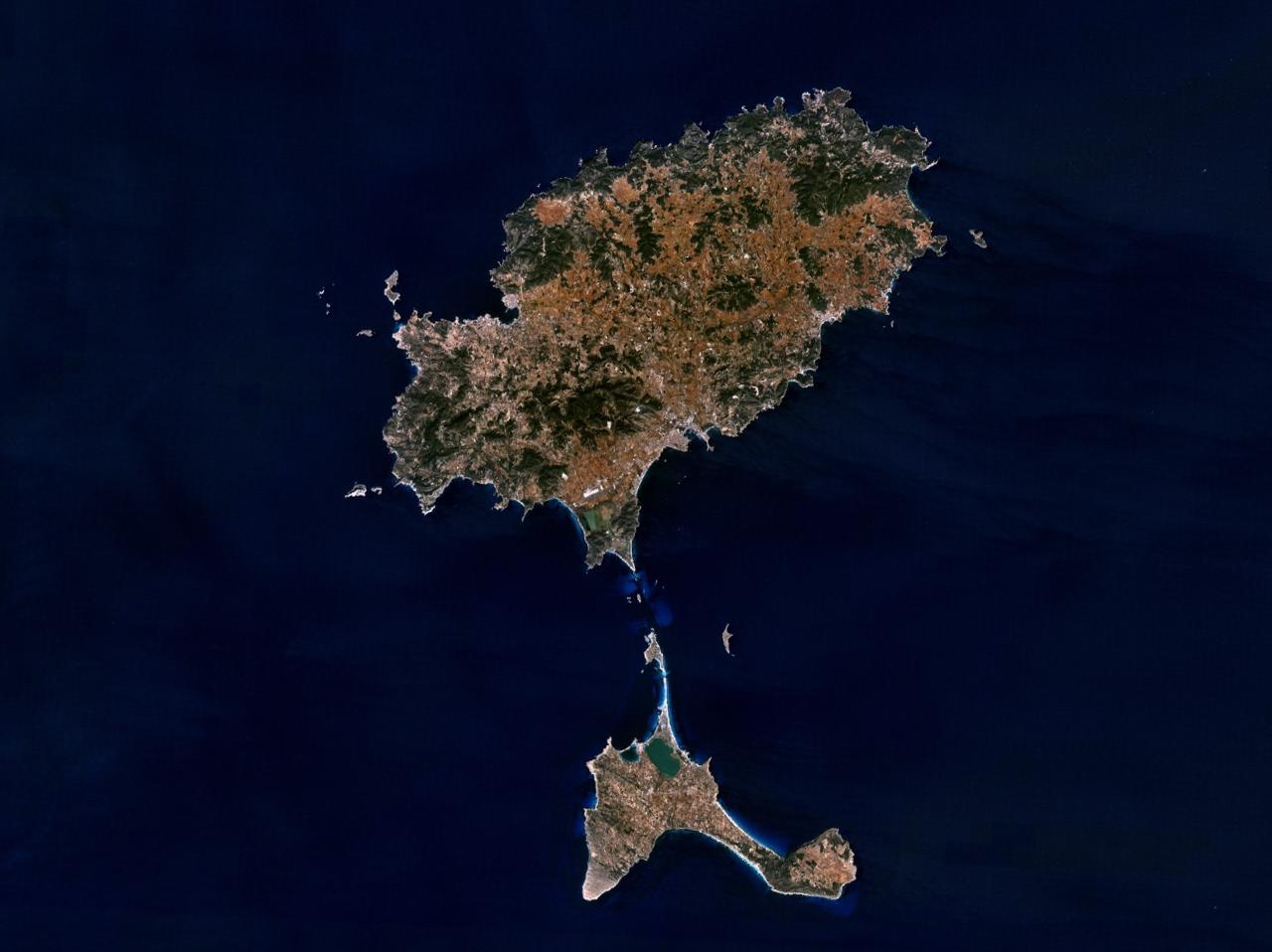
Zdjęcie satelitarne Ibizy (na górze) i Formentery (na dole)
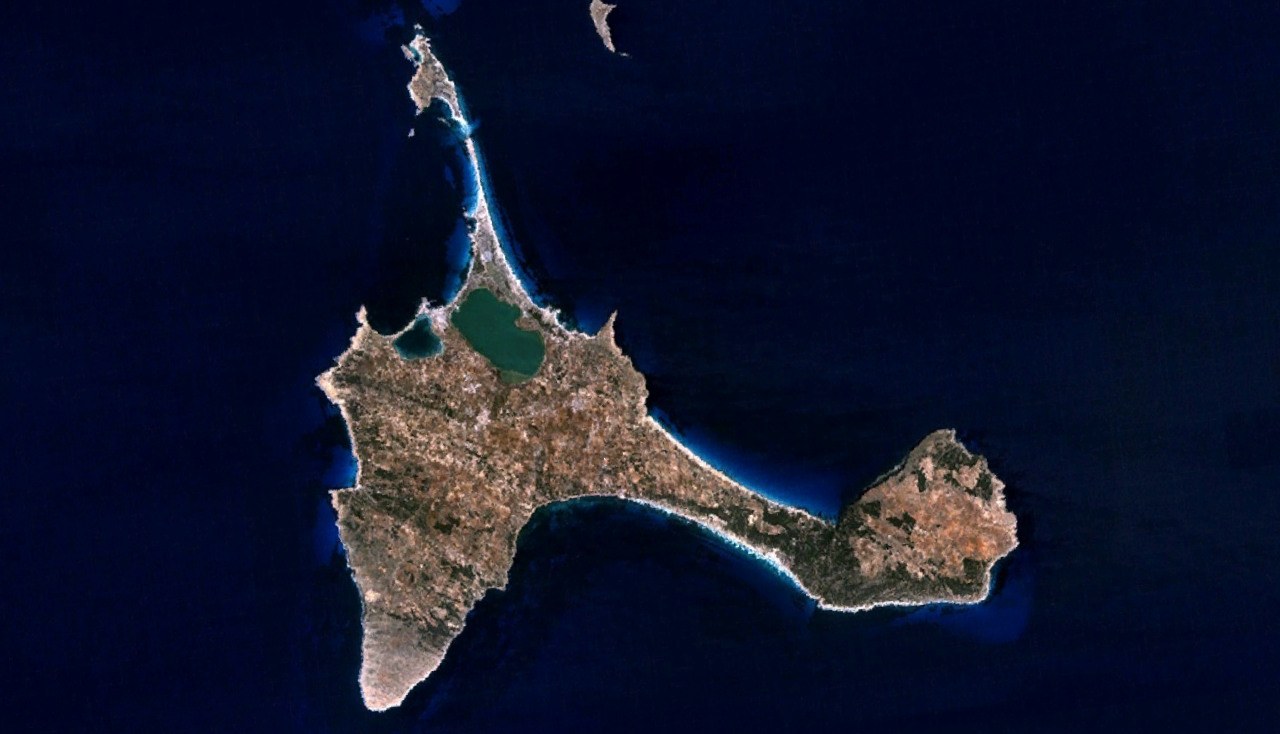
Zdjęcie satelitarne Formentery
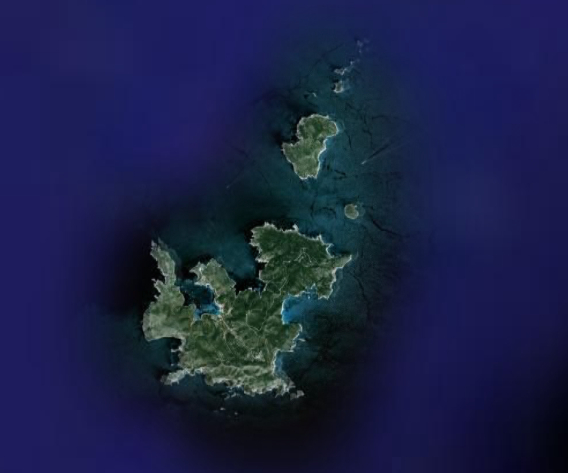
Zdjęcie satelitarne Cabrery